# Kalkot Mataskelekele
Kalkot Mataskelekele Mauliliu (nascido em 1949) foi o presidente de Vanuatu,  de 2004 até 2009. Seu mandato durou por cinco anos.
Ele foi educado no Scotch College, Melbourne, na Universidade de Papua Nova Guiné. Foi advogado na capital nacional, Port Vila, e foi o primeiro chefe de estado de Vanuatu a ter um diploma universitário. Mataskelekele tinha anteriormente servido como primeiro procurador-geral indígena de Vanuatu e um ex-juiz da Suprema Corte.
Ele foi eleito pelo colégio eleitoral, que é constituído pelos presidentes do Parlamento e regionais, em 16 de Agosto de 2004, e sob juramento, no mesmo dia.
Foi anteriormente um candidato nas eleições presidenciais de Abril de 2004, e foi apoiado pelo Governo de Edward Natapei. No entanto, após várias rodadas inconclusivas no colégio eleitoral, foi derrotado por Alfred Maseng. Após o impeachment de Maseng e uma eleição parlamentar, uma nova eleição foi realizada em 12 de Agosto de 2004, que foi inconclusiva e foi continuada em 16 de Agosto. Embora fosse esperada uma vitória de Kalkot, houve muitos outros candidatos, e enfrentou dura oposição de Willie David Saul e do antigo primeiro-ministro Donald Kalpokas. Na rodada final da votação, Kalkot derrotou Saul por 49 votos a 7.